# Хакимли, Джавад Атахалил оглы
Джавад Атахалил оглы Хакимли (Акимов) (азерб. Cavad Ataxəlil oğlu Həkimli; 25 декабря 1914, село Ламбало, Борчалинский уезд, Тифлисская губерния, Российская империя — 27 февраля 2006, Баку, Азербайджан) — азербайджанский партизан Югославии в годы Второй мировой войны. Командир «русской» роты 3-й Словенской бригады «Иван Градник», Начальник штаба 2-го «русского» батальона 18-й Словенской ударной Базовицкой бригады 30-й дивизии 9-го корпуса Народно-освободительной армии Югославии (НОАЮ). В «русской» роте под командованием Джавада Хакимли начинал свою партизанско-диверсионную деятельность Герой Советского Союза Мехти Гусейнзаде — Михайло.

## Биография
Джавад Хакимли родился 25 декабря 1914 года в селе Ламбало Борчалинского уезда Тифлисской губернии Российской империи (ныне — село Баграташен в Армении). 1 августа 1936 года поступил на службу в Красную Армию. Лейтенант Джавад Хакимли (по документам Акимов) служил в 417-м стрелковом полку 156-й стрелковой дивизии.

### В немецком плену и легионе
Старший лейтенант Красной армии Джавад Хакимли (в документах военного времени Акимов) попал раненым в немецкий плен в мае 1942 года. Впоследствии был зачислен в Азербайджанский легион, а затем писарем в 314-й полк 162-й «тюркской» дивизии вермахта, сформированной из числа советских военнопленных. Здесь познакомился и сдружился с военнопленным лейтенантом Мехти Гусейнзаде. В период с 22 по 25 сентября 1943 года 162-ю дивизию перебросили из Нойхаммера в Любляну, оттуда в Удине.
Ко времени прибытия в Любляну Гусейнзаде и Хакимли вместе с другими легионерами сформировали нелегальную организацию и выработали план действий по организации перехода её членов на сторону партизан. 5 октября 1943 года немецкое командование приказало штабу группы армий «Б» передислоцировать дивизию в район Загреба. Отсюда дивизия начала свои боевые действия против словенских партизан, развивая наступление на запад и юго-запад Словении. Вскоре после этого начались переходы членов организации к партизанам. Так, Кадыр Искандеров и Михаил Аршанов установили контакт с толминскими партизанами и передали через них штабу 27-й дивизии (позднее 30-я дивизия) разведывательные сведения о немецких гарнизонах в Толмине и Кобариде. Их данные легли в основу планов партизанских атак на неприятельские опорные пункты в этих городах. В ночь с 6-го на 7 ноября во время нападения 2-го батальона 18-й Словенской бригады на казарму в Толмине на сторону партизан перешли 13 легионеров, предварительно убивших троих немецких солдат. После них, воспользовавшись ремонтом моста через реку Крка вблизи города Ново-Место, группа легионеров Таги Алиева и Энвера Мамедова перебила немцев и ушла в горы к партизанам.
В начале января 1944 года штабная рота и подразделения 314-го полка, в которых состояли многие члены нелегальной организации, были переведены в предместье Триеста в посёлки Опчине (словен. Opčine, итал. Opicina), Контовелло (словен. Kontovel, итал. Contovello) и др. Тут членам нелегальной организации удалось наладить контакт с подпольем Освободительного фронта Словении и через них со штабом 9-го корпуса НОАЮ. После ухода в горы нескольких групп легионеров, 7 февраля Джавад Хакимли, Мехти Гусейнзаде и Асад Курбанов, прихватив своё оружие и военное снаряжение, также отправились к партизанам.

### В Народно-освободительной армии Югославии
В феврале 1944 года из перебежчиков 162-й дивизии и других подразделений вермахта в составе 4-го батальона 3-й Словенской бригады «Иван Градник» была сформирована «русская» рота (словен. ruska četa). Её командиром стал Джавад Хакимли. К началу марта 1944 года рота насчитывала 32 бойца, среди которых помимо бывших советских военнопленных было несколько словенцев. Политическим комиссаром роты был Винко Томц. В «русской» роте под командованием Джавада Хакимли начинал свою партизанско-диверсионную деятельность Герой Советского Союза азербайджанец Мехти Гусейнзаде — Михайло.
Рота Хакимли была отмечена командованием уже в первом бою 18 марта 1944 года за действия при штурме немецкого опорного пункта в селе Годович. 7 августа 1944 года рота советских бойцов 3-й Словенской бригады «Иван Градник», входившей в состав 31-й дивизии 9-го корпуса НОАЮ, была передана в «русский» батальон 18-й бригады 30-й дивизии этого же корпуса. Джавад Хакимли был назначен начальником штаба «русского» батальона. Командовал «русским» батальоном Анатолий Дьяченко.
При штурме населённого пункта Опчине 30 апреля 1945 года Хакимли возглавил группу метателей гранат при отражении немецкой танковой атаки и получил ранение. Действиями группы 3 танка были выведены из строя. Джавад Атахалил оглы Хакимли награждён за боевые заслуги югославским орденом «За храбрость» и одноимённой медалью.